# Ingleside, Texas
Ingleside är en ort i San Patricio County i delstaten Texas, USA.